# 家庭联产承包责任制
家庭联产承包责任制，俗称大包干、包產到戶，是中国大陆自1978年改革開放起在农村逐步推行的一项政策，是中国大陆农村土地制度的重要转折，也是中国大陆农村现行的一项基本经济制度，1993年被写入《中华人民共和国宪法》。

## 名词释义
联产的专有名词为“联产计酬”，是“联系产量”的意思，即在村、队统一安排和组织下，农户或个人单独承包一定的生产任务，依产量或产值计算劳动所得，超额的將受到奖励，减产的將受到處罰。“家庭联产”，意謂家戶為向村、隊聯繫產量的主體，並根據聯繫後的任務規劃來承包生產的責任。
承包制與人民公社的最大分別就是農民將國家的土地承包，國家農民訂立合同，規定農民將相當數量的農產品上繳給國家後（即所謂的「包產到戶」、「包干到戶」），其它的餘糧則由農民自由處理，可在自由市場出售。這措施改变由之前集体管理的生产队或生产大队为单位的生產模式，並且轉為一个一户的农户为单位，由农民自我管理和生產、分配及经营，但土地仍旧归集体（國家所有），即土地所有权与承包经营权的“两权分离”，這種情況在人民公社時代是不可能存在的。

## 历史沿革

### 历史起源

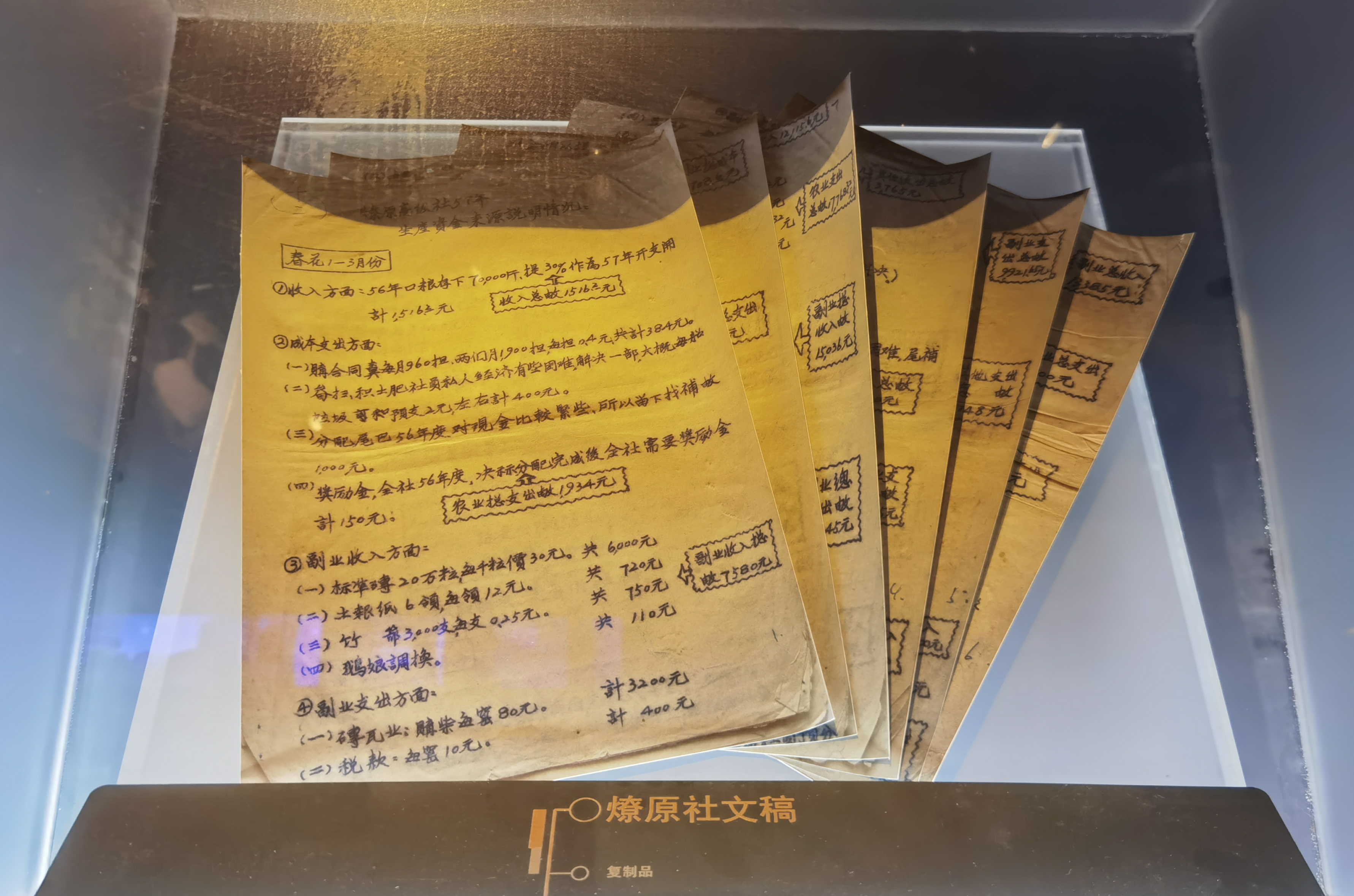
1956年浙江省温州市永嘉县燎原社“包产到户”档案（复制品）。永嘉县被认为是包产到户的发源地。

1956年广东、四川、湖北、浙江的部分农村地区先后出现“包产到户责任制”。此后为应对三年困难时期（1959-1961年），安徽、广西等地进行了包产到户、“责任田”等试验，调动了农民的生产积极性，效果显著。其中，时任安徽省委第一书记曾希圣等人于1961年决定在省内全面推行责任田制度，对36个县的调查显示平均的产量都比上年增加了38.9%。
“大跃进”结束后，中国大陆社会动荡，生产力始终没有得到恢复，时任国家主席刘少奇、中央书记处总书记邓小平、国务院副总理陈云、国务院副总理邓子恢等中央高层于1962年支持“三自一包”经济政策（自留地、自由市场及自负盈亏，以及包产到户），但遭到毛泽东等人的反对。期间邓子恢向刘少奇反映，安徽省实行包产到户效果很好，建议在安徽继续实行，并向外省推广，刘少奇表示支持。邓小平则提出“猫论”（不管黄猫黑猫，捉到老鼠就是好猫）对包产到户表示支持。

### 安徽凤阳小岗村
1978年，安徽省遭遇特大旱灾。同年9月初，时任滁县地区地委书记的王郁昭主持召开了四级干部会议，布置生产自救及秋耕秋种工作。会上，部分基层干部公开报告生产自救“秘密武器”称，天长县新街公社实行棉花包产到户，来安县烟陈公社魏郢生产队实行包产到组，来安县广大公社实行干部岗位责任制，年终按照各项生产指标奖罚。上述办法私自牟利的性質，当时在政治上属“禁区”，但大大调动了农民积极性，在旱灾年获得了全面增产。会后，王郁昭向万里汇报了农村问题、抗旱救灾的情况，以及上述三个“秘密武器”的作用，万里要求王郁昭对上述三个典型进行调查，并向中共安徽省委写出报告，支持扩大试点工作。中共滁县地委将三个调查报告向全区印发，要求各个县首先在一个大队或者一个公社试点，取得经验之后逐步推广。文件下达之后，各个县争相要求扩大试点范围，很多公社、大队争当试点，非试点公社、大队也自发推广。至1979年3月，滁县地区实行包产到组的生产队达到了68.3%。

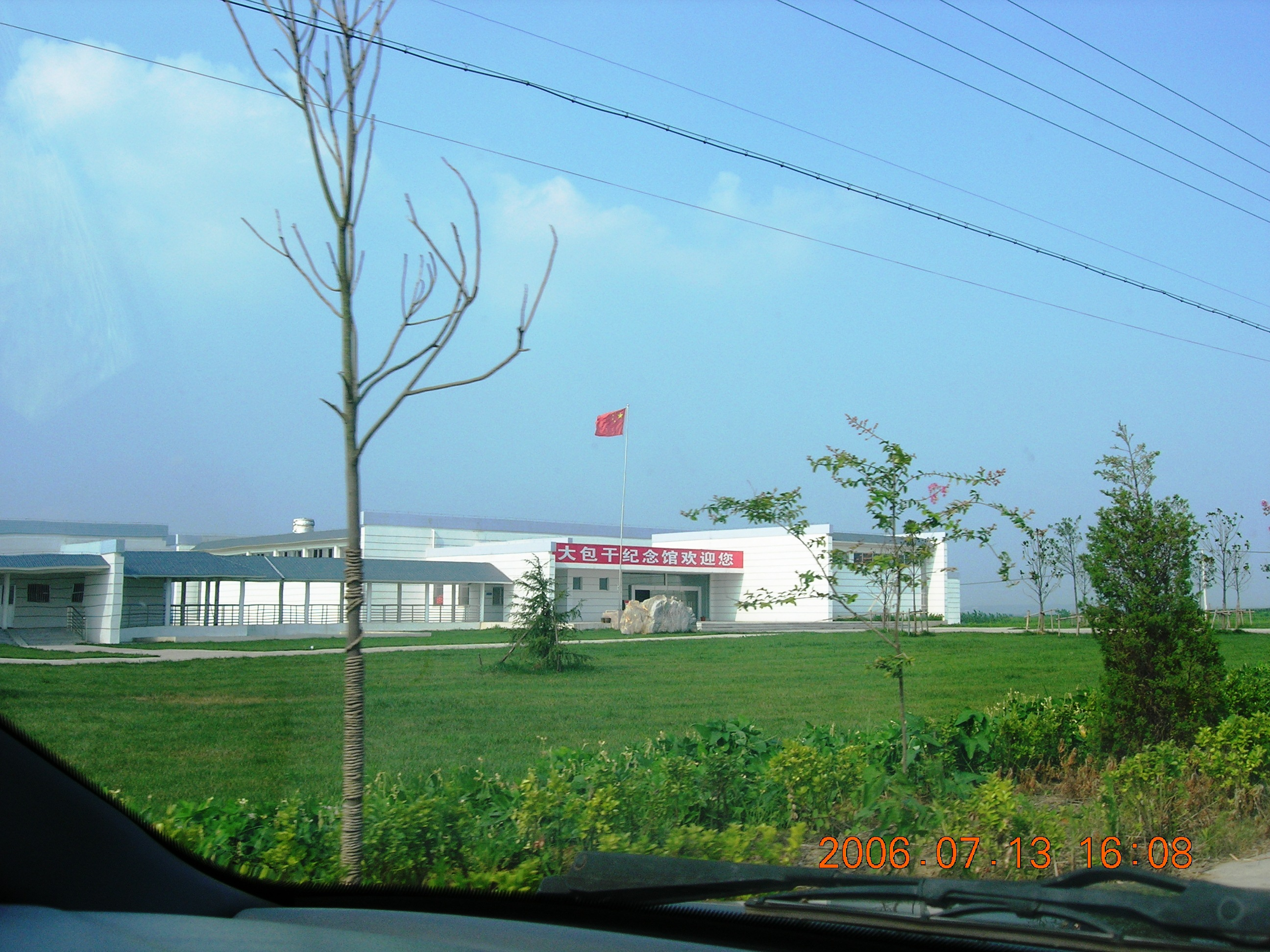
安徽凤阳小岗村的“大包干”纪念馆

1978年11月24日，由于生計難以維持，安徽省凤阳县小溪河镇小岗村18位农民签下“生死状”，将村内土地分开承包，开创了家庭联产承包责任制的先河。该“生死状”现藏于中国国家博物馆，作为中华人民共和国改革开放开端的重要历史见证。1979年9月，中共滁县地委在凤阳县召开有县委、区委、公社党委书记参加的三级干部会，参观包干到组的岳林大队、后杨生产队，此外王郁昭还组织县委书记及地区各部委科局以上干部到小岗生产队，召开现场会。当年小岗村粮食大丰收，据统计，1979年小岗生产队18户农民有12户生产的粮食超过了万斤，生产队粮食总产量达到13.3万斤、比1978年增长6倍，油料产量超过了自开展合作化以来20年的总和，社员收入比上年增长了6倍，自1957年起小岗生产队首次向国家交售粮食及油料，分别超额6倍及80倍。
1980年初，中共安徽省委召开全省农村工作会议，王郁昭在会上作《顺应民心，积极引导》发言，提出要给“大包干”报户口，承认其为社会主义生产责任制形式。万里对此积极支持，大包干责任制在安徽省放开。但1980年春，万里由安徽省调往中央任国务院副总理，此后安徽省乃至全中国围绕大包干展开了激烈争论。有人说包产到户不是社会主义方向，县级以上领导干部不要犯机会主义及修正主义错误，安徽省农村改革由此发生急速倒退。此时中共安徽省委领导给王郁昭看了尚未公开发表的邓小平《关于农村政策问题》的内部谈话，其中提到：
农村政策放宽以后，一些适宜搞包产到户的地方搞了包产到户，效果很好，变化很快。安徽肥西县绝大多数生产队搞了包产到户，增产幅度很大。“凤阳花鼓”中唱的那个凤阳县，绝大多数生产队搞了大包干，也是一年翻身，改变面貌。有的同志担心，这样搞会不会影响集体经济。我看这种担心是不必要的。……总的说来，现在农村工作中的主要问题还是思想不够解放。
王郁昭迅速向各个县委书记进行传达。虽然邓小平对“大包干”作了积极表态，但在1980年8月的中共安徽省委常委扩大会议上，除滁县地区、六安地区以外，会议形成了“一边倒”对“双包到户”进行围攻的势头。王郁昭发言列举数字说明，双包到户增产最多，其次是双包到组，坚持“大锅饭”的生产队则平产或减产，结论是“队不如组，组不如户”，希望上级领导支持滁县地区继续搞“双包到户”。

### 全国推广及影响
1980年9月27日，中共中央印发《关于进一步加强和完善农业生产责任制》的通知，肯定了专业承包联产计酬责任制、包工包产、联产计酬等多种形式的生产责任制。1982年到1984年，中央连续三年以“一号文件”的形式，肯定了农村正在出现的包产到户、包干到户等各种形式的生产责任制，明确其为社会主义性质的生产责任制，家庭联产承包责任制自此在中国大陆迅速普及，人民公社制度随之解体。据中国官方数据，截至1984年，中国大陆几乎所有生产队都实行了家庭联产承包责任制，粮食总产量从1978年的6095亿斤增至1984年的8146亿斤，当年中国政府在联合国粮农组织大会上宣布“中国基本解决了温饱问题”。
1993年3月29日，第八届全国人民代表大会第一次会议通过的《中华人民共和国宪法修正案》，将家庭承包责任制写入《中華人民共和國宪法》。1999年，《中華人民共和國宪法》再次修改时，“家庭联产承包责任制”被更改为“家庭承包经营”。

## 相关人物
- 杜润生：中国经济学家、农村问题专家，被一些人誉为“中国农村改革之父”[29][30]
- 何开荫：“中国税费改革第一人”，宏观农业政策研究者
- 万里：前中国国务院副总理、中共安徽省委员会第一书记
- 王郁昭：1978年时任滁县地委书记，前安徽省省长。
- 王业美：1978年时任来安县委书记，全国第一个拍板在全县搞“包产到户”的地方官员